# Konrad Basler
Konrad Basler (* 1960)  ist ein Schweizer Molekularbiologe und Entwicklungsbiologe.
Basler wurde 1989 an der Universität Zürich in Zoologie promoviert. Als Postdoktorand war er 1990 bis 1993 an der Columbia University und danach Assistenzprofessor an der Universität Zürich, an der er 1999 ordentlicher Professor für Molekularbiologie wurde.
Er untersucht, wie Signalproteine des Körpers vom Typ Transforming growth factor, Tumornekrosefaktor, Hedgehog und Wnt, die auch in der Morphogenese eine in der Evolution konservierte Rolle spielen, die Embryonalentwicklung steuern. Er forscht am klassischen Versuchstier der Genetiker Drosophila.
Basler erhielt 2000 den Louis-Jeantet-Preis der Louis-Jeantet-Stiftung für das von ihm und Gary Struhl (Columbia University, New York) entwickelte einfache Verfahren, gezielt Zellen in der Embryonalentwicklung von Drosophila zu Organisatorzellen genetisch umzuprogrammieren, und den Nachweis der Existenz von Morphogenen, die schon seit längerem postuliert wurden als Substanzen, deren Konzentration die für die ortsspezifische Differenzierung von Zellen während der Embryonalentwicklung notwendigen Lageinformationen liefern. Beispiele sind die Morphogene vom Hedgehog oder Wnt-Typ, und Basler konnte zeigen, dass diese bei der Entwicklung von Flügeln und Beinen bei Drosophila eine Rolle spielen. 
Da fehlgeleitete Funktionen vieler dieser Signalwege eine grosse Rolle bei der Tumorentstehung spielen, hatten seine Untersuchungen auch Auswirkungen in der Krebsforschung. 
2006 konnte er mit seiner Gruppe nachweisen, dass Parafibromin eine bedeutende Rolle im Wnt-Signalweg spielt (es bindet an β-Catenin, eine zentrale Substanz des Wnt-Signalwegs). Die Forscher erhoffen sich daraus Fortschritte bei der Entwicklung von Therapien zum Beispiel gegen Dickdarmkrebs, bei dem eine fehlerhafte Auslösung des Wnt-Signalwegs eine Rolle spielt. 
1996 erhielt er den Friedrich Miescher Preis, 1997 den (Schweizer) Nationalen Latsis-Preis und 1999 die EMBO Gold Medal. Seit 2000 ist er Mitglied der Academia Europaea.